# Pont de Vacherauville
Le pont de Vacherauville est un pont de la commune française de Vacherauville, dans le département de la Meuse.

## Histoire
Ce pont fut installé au début des années 1960 pour remplacer un passage à gué. Plus tard, en 2014, il fait l'objet d'un projet de restauration par la commune.

## Architecture
Il se compose de deux « Pontons Whale ». Ceux-ci ont initialement servi lors du débarquement de Normandie en 1944, dans le cadre du port Mulberry.